# Upeneus parvus
Upeneus parvus Poey, 1852 è un pesce appartenente alla famiglia Mullidae proveniente dall'oceano Atlantico.

## Descrizione
Presenta un corpo abbastanza allungato, che può raggiungere i 30 cm anche se di solito non supera i 20. La colorazione è rosa, spesso pallida, e bianca sul ventre. La pinna caudale è biforcuta e presenta striature oblique; le altre pinne non sono particolarmente ampie.

## Distribuzione e habitat
È una specie demersale diffusa lungo le coste di Brasile e Carolina del Nord. Nuota fino a 100 m di profondità in zone con fondali sabbiosi, anche se di solito non scende oltre i 70.

## Alimentazione
È una specie prevalentemente carnivora, che si nutre sia di pesci più piccoli che di granchi e detriti.